# 江燮元
江燮元（1914年—1990年），中国人民解放军将领、中国人民解放军开国少将。
曾任海南军区参谋长兼中国人民解放军43军副军长。1955年，授予中国人民解放军少将。